# Stellaria kolymensis
Stellaria kolymensis är en nejlikväxtart som beskrevs av A.P. Khokhryakov. Stellaria kolymensis ingår i släktet stjärnblommor, och familjen nejlikväxter. Inga underarter finns listade i Catalogue of Life.